# Frank Lambert (Erfinder)
François oder Frank Lambert (* 13. Juni 1851 in Lyon; † 1937 im Waldorf-Astoria an der Park Avenue) war ein französisch-US-amerikanischer Erfinder.

## Leben und Wirken
Seine Eltern waren der Tuchmacher François Lambert Sr. und Vincelette Fayard. Er wurde zum Mechaniker ausgebildet und emigrierte 1876 in die USA. 
Am 19. Februar 1878 erhielt er sein erstes Patent für einen Striking mechanism for clocks (200.518). 
1880 heiratete er Jeanne-Marie Donval († 20. September 1925), die zwei Kinder in die Ehe brachte. Sie hatten drei weitere Kinder, von denen nur die jüngste, Jeanne, die Eltern überlebte. Im Januar 1926 heiratete er Jeannette Lawson Ebbets (1896–1975), mit der er nach den Flitterwochen in Europa im Waldorf-Astoria lebte.